# HC Univerzita Palackého v Olomouci
HC Univerzita Palackého v Olomouci (celým názvem: Univerzita Palackého v Olomouci) je klub ledního hokeje z Česka, sídlící v moravském městě Olomouc. Založen byl v roce 2016 pod názvem University Shields Olomouc. Z počátku nastupoval dva roky v Evropské univerzitní hokejové lize. Od sezony 2019/2020 do 2023/2024 nastupoval v Univerzitní hokejové lize, která se hraje již pouze na území České republiky.

## Historie

### Založení klubu
V roce 2016 byl studenty založen hokejový klub University Shields Olomouc. První zápas v rámci EUHL odehráli hráči Olomouce 1. října 2017 na ledě Cavaliers Brno.  První domácí zápas v rámci EUHL odehrál tým Olomouce 20. října 2017 proti soupeři z Prahy, Univerzity Karlovy. 

### Změna indentity
Od samotného počatku až do září roku 2020 se klub jmenoval University Shield Olomouc. Před začátkem nově vzniklé české Univerzitní ligy byl představen nový název HC Univerzita Palackého v Olomouci, nové logo a nové dresy. 

### Přerušení činnosti
Do sezóny 2023/2024 olomoucký tým nenastoupil z důvodu nedostatku technického zázemí, finančních nedostatků a nedostatku hráčů. Dle vyjádření předsedy klubu, Dominika Pudelky, si HC UPOL bere pauzu, během které se bude snažit klub stabilizovat, reorganizovat a připravit na další sezóny.

## Historické názvy
- 2017 – University Shield Olomouc
- 2019 – HC Univerzita Palackého v Olomouci (Hockey Club Univerzita Palackého v Olomouci)

## Stadion
HC Univerzita Palackého v Olomouci odehrával své domácí zápasy na Zimním stadionu v Uničově s kapacitou 3 320 diváků.

## Statistiky

### Přehled ligové účasti

#### Stručný přehled
- 2016–2019: EULH
- 2019–2023 : ULLH

#### Jednotlivé ročníky
| Evropa (2017-2019) |                       |                                         |                                         |                                                         |                                         |                                         |
| Ročník             | Soutěž                | PK                                      | ZČ                                      | Play-off                                                | Cel. um.                                | Pozn.                                   |
| 2017/2018          | EUHL                  | 13                                      | 12.                                     |                                                         | 12.                                     |                                         |
| 2018/2019          | EUHL(východní divize) | 12                                      | 8.                                      | Čtvrtfinále (prohra 0:2 na zápasy s Gladiators Trenčín) | 8.                                      |                                         |
| Česko (2019-2023)  |                       |                                         |                                         |                                                         |                                         |                                         |
| Ročník             | Soutěž                | PK                                      | ZČ                                      | Play-off                                                | Cel. um.                                | Pozn.                                   |
| 2019/2020          | ULLH                  | 8                                       | 7.                                      | play-off zrušeno kvůli pandemii covidu-19               |                                         |                                         |
| 2020/2021          | ULLH                  | sezóna zrušena kvůli pandemii covidu-19 | sezóna zrušena kvůli pandemii covidu-19 | sezóna zrušena kvůli pandemii covidu-19                 | sezóna zrušena kvůli pandemii covidu-19 | sezóna zrušena kvůli pandemii covidu-19 |
| 2021/2022          | ULLH                  | 10                                      | 8.                                      | Semifinále (prohra 1:2 na zápasy s UK HOCKEY PRAGUE)    | 4.                                      |                                         |
| 2022/2023          | ULLH                  | 10                                      | 9.                                      | Klub nepostoupil do play-off                            | 9.                                      |                                         |

### Přehled kapitánů a trenérů v jednotlivých sezónách
| Sezóna    | Soutěž | Kapitán      | Trenéři        | Soupiska           |
| --------- | ------ | ------------ | -------------- | ------------------ |
| 2017/2018 | EUHL   |              | Radim Zbránek  | Soupiska 2017/2018 |
| 2018/2019 | EUHL   | Pavel Skopal | Radim Zbránek  | Soupiska 2018/2019 |
| 2019/2020 | ULLH   | Pavel Skopal | Radim Zbránek  | Soupiska 2019/2020 |
| 2020/2021 | ULLH   | Pavel Skopal |                | Soupiska 2020/2021 |
| 2021/2022 | ULLH   | Pavel Skopal | Michal Janeček | Soupiska 2021/2022 |
| 2022/2023 | ULLH   | Pavel Skopal | Michal Janeček | Soupiska 2022/2023 |

### Nejlepší střelec, Nejlepší nahrávač
| Ročník    | Soutěž | Branky ZČ          | Nahrávky ZČ                    | Body ZČ            |
| --------- | ------ | ------------------ | ------------------------------ | ------------------ |
| 2017/2018 | EUHL   | Miroslav Janošek 6 | Jiří Horák 7                   | Miroslav Janošek 9 |
| 2018/2019 | EUHL   | Jakub Müller 6     | Jakub Müller 6                 | Jakub Müller 12    |
| 2019/2020 | ULLH   | Mikuláš Rimmel 10  | Jan Janečko 9                  | Mikuláš Rimmel 14  |
| 2020/2021 | ULLH   | Martin Pěcha 3     | Lukáš Zmeškal, Filip Palička 2 | Martin Pěcha 3     |
| 2021/2022 | ULLH   | Filip Palička 15   | Dominik Cach 13                | Filip Palička 26   |
| 2022/2023 | ULLH   | Jan Morev 7        | Adam Procházka 11              | Adam Procházka 14  |